# SN 2010N
SN 2010N – supernowa typu Ia odkryta 12 stycznia 2010 roku w galaktyce A130905+1704. W momencie odkrycia miała maksymalną jasność 16,70m.